# Megalochlamys
Megalochlamys là chi thực vật có hoa trong họ Acanthaceae.